# CBeebies
CBeebies là kênh truyền hình phát sóng miễn phí dành cho trẻ em dưới 7 tuổi do BBC sở hữu và phát sóng. Chương trình của kênh phát sóng hàng ngày từ 6:00 đến 19:00, còn lại là chương trình của BBC Four. CBeebies cũng quản lý các kênh quốc tế được cung cấp bởi các dịch vụ đăng ký.

## Lịch sử

### Phát sóng
Kênh CBeebies được ra mắt vào ngày 11 tháng 2 năm 2002 cùng với CBBC như là kênh truyền hình thứ hai dành cho trẻ em của BBC. Những chương trình đầu tiên được phát sóng là Teletubbies, Pingu, Binka và Step Inside. 
CBeebies phát sóng từ 6:00 sáng đến 19:00 mỗi ngày. 
Kênh phát thanh được ra mắt vào tháng 3 năm 2007  bởi Đài phát thanh CBeebies, phát sóng ba tiếng mỗi ngày trên BBC Radio 7 cho đến tháng 4 năm 2011. Tuy nhiên, CBeebies Radio vẫn tiếp tục hoạt động như là một phần của trang web của CBeebies kể từ năm 2013 và cũng là một phần của BBC Sounds phát sóng từ 6:00 đến 22:00. Một tạp chí mang tên "CBeebies Weekly" được xuất bản lần đầu tiên vào năm 2006.
Kể từ tháng 3 năm 2013, CBeebies được Cơ quan Phát thanh Truyền hình Lực lượng Anh thuê sóng cùng với BFBS Extra.  CBeebies cũng có mặt ở Ireland.

## CBeebies quốc tế
BBC Studios sở hữu và vận hành các kênh CBeebies quốc tế, hầu hết các kênh này phát sóng 24/7.
Kênh quốc tế đầu tiên của CBeebies là ở Ấn Độ vào tháng 5 năm 2007, mặc dù đã xuống sóng vào cuối tháng 11 năm 2012 do những cân nhắc về thương mại.  Kênh CBeebies của Ba Lan được ra mắt vào ngày 2 tháng 12 năm 2007, trong khi Kênh Cbeebies ở Bắc Mỹ , Đông Á và Đông Nam Á, Nam Phi và Úc được ra mắt vào năm 2008. Vào tháng 3 năm 2011, phiên bản truyền hình theo yêu cầu đã được ra mắt tại Mỹ và có sẵn trên Xfinity.
Vào ngày 13 tháng 5 năm 2011, CBeebies được ra đời như một kênh BBC Kids ở Canada, phát sóng từ 9:00 tới 15:00. Nó phục vụ một lịch trình cho kênh BBC Kids. Kênh này đã xuống sóng cùng với BBC Kids vào ngày 31 tháng 12 năm 2018, với một số chương trình chuyển sang Mạng tri thức .
Vào tháng 4 năm 2015, BBC Worldwide đã ký hợp đồng với đài truyền hình Hàn Quốc (KBS) và đài phát thanh truyền hình thiếu nhi Nhật Bản Kids Station để phát triển các kênh CBeebies cho 2 nước này. 
Vào tháng 4 năm 2016, một kênh CBeebies dành cho khu vực Thế giới Ả Rập đã được ra mắt.
Vào ngày 10 tháng 3 năm 2017, CBeebies Châu Á đã được ra mắt tại Đài Loan, thay thế cho BBC Entertainment . CBeebies Asia đã ra mắt tại Hồng Kông, Hàn Quốc, Myanmar, Philippines, Mông Cổ, Indonesia,  Mỹ Latinh và đã ngừng hoạt động cùng với BBC Earth và BBC Entertainment.
Vào ngày 5 tháng 4 năm 2018, một kênh truyền hình Digiturk ở Thổ Nhĩ Kỳ đã được ra mắt..
Vào tháng 9 năm 2018, như một phần cho chiến lược xây dựng thương hiệu, nhóm "2 giờ dành cho trẻ em" không có thương hiệu trên BBC Alba được chia thành CBeebies Alba và CBBC Alba, với thời gian phát sóng trong 2 giờ. Kênh này có phiên bản riêng, và tất cả các chương trình được lồng tiếng bằng tiếng Gaelic .
Vào ngày 1 tháng 12 năm 2019, kênh CBeebies của Châu Đại Dương đã ra mắt tại New Zealand trên Sky.
Vào tháng 7 năm 2020, nó đã phát sóng trở lại tại Ấn Độ,  nhưng phát sóng trên toàn châu Á bằng tiếng Anh.
Vào ngày 31 tháng 10 năm 2020, CBeebies và Cbeebies en Español đã xuống sóng tại Hoa Kỳ và không còn phát sóng thông qua bất kỳ nhà cung cấp Truyền hình Cáp và Vệ tinh Hoa Kỳ (Dish Network, Xfinity, Sling TV, v.v. )  Tuy nhiên, CBeebies ở đây cũng có thể có sẵn dưới dạng kênh không phải là tiếng Tây Ban Nha.

### Tại Việt Nam
Kênh phát sóng bởi Q.net (nay là Msky) ra mắt vào tháng 3 năm 2020, trên các hạ tầng khác VTVCab, HTVC, K+, MyTV, AVG, FPT và Clip TV.

## Ban quản lý
Tại Vương quốc Anh, CBeebies được quản lý bởi  Phòng Giáo dục và Trẻ em của BBC và là một phần của BBC North. Bộ phận này cũng chịu trách nhiệm về kênh CBBC và trách nhiệm chiến lược chung đối với tất cả các dịch vụ trong nước của BBC dành cho trẻ em thuộc về Giám đốc Bộ Giáo dục và Trẻ em, Patricia Hildago Reina (kể từ năm 2020).  Ban nhân sự của kênh CBeebies trong nước do Kay Benbow, người điều hành cuối cùng của kênh (tất cả nội dung CBeebies trên truyền hình BBC, truyền hình trực tuyến, truyền hình tương tác và đài phát thanh)  Cô tiếp quản Michael Carrington lần đầu tiên vào năm 2010.  Vào năm 2017, người ta đã thông báo rằng vị trí kiểm soát viên CBeebies sẽ đóng cửa vào tháng 12 năm 2017 và tất cả nội dung cho thương hiệu CBeebies sẽ do một vai trò mới của BBC là Trưởng phòng Nội dung.  Vào tháng 1 năm 2021, người ta đã thông báo rằng quyết định sẽ được thay đổi và Trưởng bộ phận Phụ trách và Tiếp thu mới cho trẻ mẫu giáo (từ 0–6 tuổi) sẽ được bổ nhiệm. 
Trên thế giới, CBeebies thuộc quyền sở hữu của BBC Studios, là đơn vị vận hành thương hiệu.

## Về kênh
Sự liên kết giữa các chương trình trên CBeebies chủ yếu đạt được thông qua tính liên tục trong tầm nhìn, lấy dẫn chương trình để tương tác với trẻ em. Ở Anh, các liên kết được ghi âm lại thay vì phát trực tiếp như kênh CBBC. Ban đầu, kênh được thu âm từ studio TC0 tại Trung tâm Truyền hình BBC tại Luân Đôn, nhưng sau đó được chuyển đến Teddington Studios vào năm 2008 và vào năm 2010. Từ tháng 9 năm 2011, các liên kết đã được đặt tại cơ sở phía bắc của BBC tại Dock10, MediaCity, Vương quốc Anh, sau khi bộ phận Trẻ em của BBC chuyển đến đó. Các kênh CBeebies quốc tế có các liên kết phát sóng được sản xuất tại quốc gia tương ứng hoặc từ một cơ sở trung gian.

### Logo
CBeebies sử dụng nhiều logo trong thời gian giữa các chương trình. Hầu hết các logo này đều có các linh vật CBeebies, được đặt tên là CBeebies Bugs, (hay còn được gọi là Bugbies). Bugbies là những đốm màu vàng có khuôn mặt. Hầu hết những hình hiệu đều có hình ảnh trẻ em nói CBeebies hai lần khi biểu tượng xuất hiện, ngoại trừ những biểu tượng của "Giờ đi ngủ". Những người yêu thích CBeebies đã sử dụng một hình nền có đốm màu chuyển động, nhầy nhụa hay các hình tròn với bất kỳ màu nào. Mỗi Bugbies có một hình dạng riêng và trong "Giờ đi ngủ" có một số hình nền khác nhau. Vào năm 2016, hình hiệu mới đã được tạo cho mỗi Bugbies, thay thế cho những cái cũ và hình nền chuyển động mỏng hiếm khi được hiển thị. Hình hiệu mới có nhà CBeebies cũng đã được sử dụng.

### Dẫn chương trình
Một số dẫn chương trình đã nối lại khoảng cách giữa các chương trình của CBeebies, bằng cách nói chuyện trực tiếp với trẻ, dẫn dắt hoạt động dựa trên một chủ đề từ trang web của CBeebies, hiển thị sinh nhật của người xem và giới thiệu các chương trình và tổ chức những chương trình. Nhiều người trong số những dẫn chương trình trước đây là nhân vật trên các kênh truyền hình khác hoặc trên các chương trình dành cho trẻ em.
Ở Vương quốc Anh, những  dẫn chương trình của kênh là:
- Andy Day (2007 – nay)
- Katy Ashworth (2011 – nay)
- Cat Sandion (2013 – nay)
- Rebecca Keatley (2014 – nay)
- Ben Cajee (2015 – nay)
- Dodge T. Dog (2015 – nay)
- Evie Pickerill (2018 – nay)
- Joanna Adeyinka-Burford (2019 – nay)
- Gyasi Sheppy (2021 – nay)
- George Webster (2021 – nay)
- Grace Webb (2019 - nay)

Những người dẫn chương trình trước đây:
- Sue Monroe (2002–2006)
- Nicole Davis (2003–2006)
- Justin Fletcher (2006–2007)
- Sarah-Jane Honeywell (2006–2007)
- Eva Alexander (2006–2007)
- Chris Jarvis (2002-2009)
- Pui Fan Lee (2002-2009)
- Sidney Sloane (2002-2013)
- Alex Winters (2009–2016)
- Cerrie Burnell (2009–2017)
- Ryan Russell (2017–2019)

Thành viên tham gia lâu nhất cho kênh là Andy Day, người đã giới thiệu các chương trình, cùng với hầu hết những người thuyết minh khác, kể từ năm 2007.
Các kênh CBeebies quốc tế có các tính chất khác nhau cho mỗi khu vực phát sóng.
- CBeebies của Úc là dịch vụ CBeebies thứ hai có nhiều hơn một người thuyết trình, vì nguồn cấp dữ liệu này có ba người thuyết trình. Tara Colegrave đã trình bày kể từ khi ra mắt kênh vào năm 2008 [14] và khi các liên kết liên tục chuyển từ Vương quốc Anh sang Úc, cô đã được tham gia bởi Robbie Harding và Duncan Fellows vào năm 2011.
- CBeebies châu Á được phát sóng ở các nước như Thái Lan, Hồng Kông và Singapore với Nisha Anil là người dẫn chương trình chính. [15] [16] [17]
- CBeebies của Mỹ Latinh hiện đã xuống sóng do Roser Cabañas là người trình bày. [18]
- CBeebies của Ba Lan có Aneta Piotrowska là người dẫn chương trình chính kể từ khi ra mắt vào năm 2008. Trong một số ngày từ tháng 11 năm 2014 đến năm 2016, Aneta đã xuất hiện trên CBeebies Vương quốc Anh. [16] [19]
- CBeebies của Nam Phi có người dẫn chương trình người Anh Sid Sloane.  Cat Sandion cũng đã tham gia kênh này trước khi trở thành người thuyết trình trên phiên bản Vương quốc Anh. [20]
- CBeebies Alba trên BBC Alba có Bard Cornark, Ben Cajee và Carrie Macneil là người thuyết trình.

### Các chuỗi chương trình
Ở Vương quốc Anh, kênh CBeebies phát sóng các chương trình trong suốt cả ngày.
Vào ngày 10 tháng 3 năm 2003,  một phân đoạn tên là "Giờ đi ngủ" được lên sóng.
Từ ngày 3 tháng 4  đến ngày 19 tháng 12 năm 2004, mỗi chiều cuối tuần được chia thành năm phần, mỗi phần được trình bày bởi một trong những người dẫn chương trình hiện tại như Chris Jarvis, Nicole Davis, Pui Fan Lee, Sidney Sloane và Sue Monroe . Mỗi chủ đề được đưa ra một chủ đề chính (ví dụ: phần của Sid bao gồm các chương trình "xây dựng và chế tạo" như Bob the Builder, các chương trình chủ đề về nghệ thuật và thủ công bao gồm của Sue, v.v.). Năm phần được phát sóng từ 13:00 đến 19:00; sự phân tách này sau đó được phân phối vào tháng 12 năm 2004, mặc dù những dẫn chương trình vẫn có màu sắc tương ứng của họ trong vài tháng tiếp theo. Họ cũng cắt xén các đạo cụ được sử dụng trong các phân đoạn, chẳng hạn như đĩa màu.
Năm phân đoạn trong thời gian từ 13:00 đến 19:00 bao gồm:
- Pui's Exploring Hour (Red Room), với các chương trình như Come Outside, Teletubbies Everywhere, Tots TV, Boo!, Bits and Bobs và Fab Lab, [23]
- Sid's Fix-It Hour (Green Room), với các chương trình như Bob the Builder, Fireman Sam, Little Robots và Postman Pat [23]
- Chris's Singalong Hour (Blue Room), với các chương trình như Tweenies, Zingalong và Balamory [23]
- Sue's Make and Do Hour (Pink Room), với các chương trình như SMarteenies, Big Cook, Little Cook, Pingu và Tikkabilla [23]
- Nicole's Furry Friends Hour (Orange Room), với các chương trình như Clifford the Big Red Dog, Binka, The Koala Brothers, Angelmouse, Barnaby Bear và The Magic Key [23]

Một phân đoạn mới mang tên "Câu lạc bộ cà rốt" được giới thiệu vào năm 2003, có phần giới thiệu: "Nơi chúng tôi cho những đứa trẻ mới biết đi chạy xung quanh và chơi với đồ chơi." Một chương trình mới mang tên "Pic and Play" được lên sóng lần đầu vào tháng 6 năm 2004,  trong đó người xem liên hệ với CBeebies qua trang web và các phương tiện khác để đề xuất các chương trình muốn xem. Tháng 9 năm 2005,  một bộ phim hoạt hình mới có tên là "Bear and Butterfly" ra mắt, phát sóng vào các buổi sáng Thứ Bảy, Chủ Nhật hàng tuần. Chương trình gồm có một con gấu (do Chris Jarvis lồng tiếng) và con bướm (do Sue Monroe lồng tiếng). Cùng với sự xuất hiện của một con sâu bướm, các nhân vật đã tương tác với nhau trong một môi trường hoạt hình. Họ cũng đưa ra những bức ảnh được gửi trên "Cây Thông điệp" của họ.
Các chương trình mới đã được giới thiệu vào ngày 3 tháng 4 năm 2006:
- Begin từ 7:00 (Hiện nay là 6:00) đến 9:00
- Người khám phá từ 9:00 đến 10:00 và 13:00 đến 14:00
- CBeebies bận rộn từ 10:00 đến 11:45 và 14:00 đến 15:45
- Góc câu chuyện từ 11:45 đến 12:00 và 15:45 đến 16:00
- Little Lunchers từ 12:00 đến 13:00

Giờ đi ngủ vẫn sẽ phát sóng.
Vào ngày 19 tháng 3 năm 2007,  các phân đoạn này không còn được phát sóng nữa (ngoại trừ Get Set Go và Giờ đi ngủ) và được sửa đổi để biểu thị thời gian trong ngày và mức độ hoạt động, bao gồm:
- Get Set Go - Từ 6:00 (trước 18 tháng 3, 2007 là 7:00) đến 9:00. Bao gồm các chương trình như Baby Jake, Raa Raa the Noisy Lion, Postman Pat, Bing, Hey Duggee, Tinpo, Monty the Dog, Biggleton, Justin's House, Octonauts và Go Jetters .
- Khám phá và Làm - Từ 9:00 đến 15:00. Phân đoạn này nhắm vào trẻ nhỏ không đi học hoặc sắp đi học. Nó thường chứa các chương trình mang lại cơ hội học hỏi cho người xem, chẳng hạn như Something Special, Teletubbies, BOT And the Beasties, Let's Play, Andy's Baby Animals, Topsy và Tim, Alphablocks, Twirlywoos, Numberblocks và Yakka Dee . Giờ từ 12:00 đến 13:00 được đặt tên là Giờ ăn trưa với các chương trình nổi bật như My World Kitchen, Molly và Mack & Patchwork Pals .
- Thời gian vui nhộn - Từ 15:00 đến 17:45. Chuỗi này nhằm vào học sinh mới đi học về. Các chương trình bao gồm ZingZillas, Khách sạn Furchester, Swashbuckle, Bạn có biết?, Những cuộc phiêu lưu trên Safari của Andy, Ngôi nhà trên cây của Apple, Những cỗ máy kỳ diệu của Grace, Bitz &amp; Bob, Waffle the Wonder Dog & Gigglebiz .
- Giờ đi ngủ - Từ 17:45 đến 19:00 (và là phần duy nhất vẫn phát sóng cho đến ngày nay). Giờ đi ngủ chuẩn bị cho trẻ em đi ngủ và có cảm giác bình tĩnh. Các chương trình bao gồm Clangers, Moon and Me, Charlie và Lola, Tee và Mo, Sarah &amp; Duck, Waybuloo và In the Night Garden. . . . Các câu chuyện thường được kể trong các chương trình. Chương trình cuối cùng luôn là Câu chuyện giờ đi ngủ (xem bên dưới) và được theo sau bởi bài hát cuối cùng "Đã đến lúc nói lời chúc ngủ ngon", trước khi kênh tắt sóng và BBC Four mở sóng. CBeebies Bedtime đã được đổi tên từ Giờ đi ngủ kể từ ngày 4 tháng 2 năm 2019.

Khi những phần này được giới thiệu lần đầu, khi đó có đội hậu cần do Chris Jarvis và Pui Fan Lee điều hành (sau đó là Alex Winters và Cerrie Burnell) trình bày Khám phá và Thực hành trong "phòng khách" của CBeebies; Giờ ăn trưa trong "nhà bếp"; Giờ đi ngủ trong "phòng ngủ"; Sidney Sloane (cùng với Andy Day khi anh ấy tham gia kênh  vào năm 2007) trình bày Get, Set, Go! trong "phòng khách" và Thời gian vui vẻ trong "nhà xe". Tuy nhiên, kể từ khi Andy Day chuyển công tác đến Manchester, những chương trình đó không còn phát sóng nữa, ngoại trừ Giờ đi ngủ được trình bày ở khu vực gần giường của ngôi nhà thứ nhất.

### Thời gian kể chuyện
Trong khi câu chuyện vào giờ ăn trưa thường được đọc bởi một người dẫn xuyên suốt chương trình, chương trình cuối cùng hàng ngày (Tên là Câu chuyện trước khi đi ngủ, được gọi là Stòiridh trong tiếng Gaelic và phát sóng trên BBC Alba) được đọc bởi một người kể chuyện khách mời, bao gồm các diễn viên nổi tiếng, nghệ sĩ hài, và những người dẫn chương trình trước đây của kênh truyền hình dành cho trẻ em của BBC (Như Ngài Derek Jacobi, người đã tường thuật tất cả 100 tập phim In the Night Garden năm 2007 ... khi ông xuất hiện vào tháng 4 năm 2018 và một lần nữa vào tháng 6 năm 2018). Một số người kể chuyện đáng chú ý bao gồm David Walliams, James McAvoy, Simon Pegg, David Hasselhoff, Lulu, Damian Lewis, Rosamund Pike, Joanna Page, Greg James, Toby Stephens, David Tennant, Ben Faulks, Michael Rosen, Floella Benjamin, Shayne Ward, Romesh Ranganathan, Chris Evans, Tom Hardy, David Schwimmer, Dolly Parton, Sir Elton John, Rick Astley, Björn Ulvaeus của ABBA và Ed Sheeran . Câu chuyện Giờ đi ngủ phát sóng hàng đêm lúc 18:50 trong tám phút trước khi CBeebies nghỉ sóng, chuyển sóng sang cho BBC Four để bắt đầu phát sóng chương trình lúc 19:00 tối.
Tuy nhiên, James Bolam xuất hiện trên "Bedtime Story" trong trang phục và nhân vật Ông nội trongGrandpa in My Pocket, chứ không phải là ông. Một ví dụ khác là vào tháng 7 năm 2020, khi Gemma Hunt xuất hiện với tư cách là nhân vật của cô ấy trong Swashbuckle (Gem), cũng như các câu chuyện khác  do Justin Fletcher đọc với nhân vật Mr Tumble từ Something Special, tuy nhiên Justin đã tổ chức nhiều câu chuyện khác nhau về nhân vật trong quá khứ.

### Quà tặng CBeebies
CBeebies Presents (Quà tặng CBeebies) là một chương trình truyền hình đưa Nhà hát Trẻ em phát sóng trực tiếp trên TV (điển hình là trên kênh CBeebies hay BBC One). Một số tác phẩm của họ gần đây bao gồm The Snow Queen, Hansel and Gretel, Thumbelina và Christmas in Storyland .

## CBeebies HD
Định dạng HD của kênh được ra mắt vào ngày 10 tháng 12 năm 2013, mặc dù đã được phát triển trên toàn Vương quốc Anh cho đến tháng 6 năm 2014 (tương tự với BBC News HD và BBC Four HD).  Kênh phát sóng HD được vận hành thương mại trên Freeview, với phạm vi phủ sóng địa lý hạn chế so với các kênh khác và chung luồng với BBC Four HD khi các kênh phát sóng vào thời điểm khác nhau. Trước khi ra mắt, phần HD của CBeebies đã được phát sóng trên BBC HD trước khi xuống sóng vào ngày 26 tháng 3 năm 2013.

## Các liên doanh khác

### Trang web CBeebies
Trang web của CBeebies được thành lập trùng với sự ra mắt của kênh CBeebies ở Vương quốc Anh vào tháng 2 năm 2002. Nó giới thiệu về một trang web dành cho trẻ em với các hoạt động theo tất cả các chương trình của CBeebies đã và đang phát sóng, các trò chơi, bài hát và bản in cho gần như tất cả các chương trình. Phiên bản Anh cũng có liên kết tới CBeebies iPlayer, một phiên bản thân thiện với trẻ em của BBC iPlayer chỉ có các chương trình của CBeebies và là một trang web chứa lời khuyên về việc nuôi dạy trẻ mới biết đi có tên là CBeebies Grown-up, được lên sóng vào năm 2011.   
Các kênh quốc tế và các trang web liên quan đều được phân phối bởi BBC Studios. Tuy nhiên, không phải tất cả các kênh và trang web của mỗi nước là giống nhau và một số nước có trang web mở rộng hơn các trang web khác. Các kênh CBeebies ở Châu Á, Úc, Ba Lan, Nam Phi hay Hoa Kỳ đều có kênh quốc tế của riêng họ.

### VHS và DVD phát hành
BBC Video (sau này là 2Entertain ) đã phát hành một số bản VHS / DVD tổng hợp các chương trình phát sóng của CBeebies vào thời điểm đó. Từ năm 2014, Abbey Home Media phát hành các bộ sưu tập.
| Tiêu đề VHS hoặc DVD                            | Ngày phát hành           | Chương trình và Tập |
| ----------------------------------------------- | ------------------------ | --- |
| CBeebies: Điều tốt nhất của truyền hình mầm non | 28 tháng 10, 2002        | Fimbles: Tambourine, Tweenies: Lời mời, Bill và Ben: Quanh đi quẩn lại, Andy Pandy: A Noisy Supper, Teletubbies Everywhere: Ice Skating (Phần Lan) |
| Giờ chơi: Giới thiệu Tikkabilla                 | 4 tháng 10, 2004         | Tikkabilla trong chương trình đặc biệt dài 45 phút, Bill and Ben: Go Fly a Kite / A Piece of Sky, Tweenies: Champions, Yoho Ahoy: Pancake with Poop / Paint with Booty, Little Robots: A Bit of Give and Take / By Myself, Andy Pandy: Rub-A-Dub / Potato Prints LƯU Ý: VHS / DVD này cũng có bài hát Honey của Andy Pandy, xuất hiện sau Rub-A-Dub. |
| CBeebies: Tiệc sưu tập khômng giới hạn          | 16 tháng 4 năm 2007      | Big Cook Little Cook: Postman, Bobinogs: Happy Bobi-Birthday, The Roly Mo Show: Little Bo's Birthday, Higgledy House: Birthday, Charlie and Lola: This is Actually My Party, Tweenies: Fizz's Birthday, Balamory: The Lost Letter, The Koala Brothers: Penny's Birthday Surprise, Fimbles: Party Hat, Lunar Jim: Jim's Birthday Surprise, LazyTown: Miss Roberta, Me Too: Disco Taxi |
| CBeebies: Bộ sưu tập mùa hè tuyệt vời           | 16 tháng 7 năm 2007      | Balamory: Beach Bonanza, Fimbles: Seashell, Boogie Beebies: Dancing on the Sand, The Koala Brothers: Lolly's New Flavor, Tweenies: Summer, Me Too: The Juicer, Little Robots: Under the Stars, Higgledy House: Holiday, The Roly Mo Show: Too Hot, Big Cook Little Cook: Holidaymaker, Charlie và Lola: Chuyến dã ngoại tuyệt vời nhất thế giới |
| CBeebies: Bộ sưu tập Giáng sinh cuối cùng       | 12 tháng 11 năm 2007     | LazyTown: Surprise Santa, Boogie Beebies: I Wish it would Snow, Balamory: Panto, Fimbles: Tune, Lunar Jim: Too Many Fluffies, Charlie và Lola: Snow is my Favourite and My Best, Big Cook Little Cook: Father Christmas, The Roly Mo Show: Too Cold, Tikkabilla: Christmas Special, Tweenies: White Christmas |
| CBeebies: Bắt đầu!                              | Ngày 21 tháng 7 năm 2008 | Boogie Beebies: Thể thao Boogie Charlie và Lola: Tôi thực sự, thực sự, thực sự tập trung, tôi cũng vậy: Ngày thể thao, Gia đình lớn: Cuộc đua lớn, Tweenies: Nhanh và chậm, LazyTown: Ngày thể thao, Robot nhỏ: Thể thao tốt Thể thao, Higgledy House: Fitness, The Koala Brothers: George's Big Race, Balamory: Fun Run |
| CBeebies: Giờ đi ngủ                            | 20 tháng 10, 2008        | Charlie và Lola: I’m Not Sleepy and I will not go to Bed, Fimbles: Moon, Me Too: I Want to Say Goodnight, Teletubbies: Putting Angus to Bed, LazyTown: Sleepless In LazyTown, The Roly Mo Show: Sweet Dreams, Little Robots: Sweet Dreams Scary, Balamory: Bedtime, Tweenies: Sleepover, Charlie và Lola: Bạn có thể bật đèn được không? |
| CBeebies: Thời gian vui vẻ lớn                  | 16 tháng 2, 2009         | Harry và Toto: Stop and Go, Brum: Brum and the Airport Adventure, Little Robots: Metal Makes Us Special, LazyTown: Little Sportacus, Lunar Jim: Rover's Big Dig, Higgledy House: Babysitting, Charlie và Lola: I Want to Be Many Lớn hơn như bạn, Gia đình lớn: Voi không bao giờ quên, Tweenies: Khi tôi già hơn, Anh em nhà Koala: Ngày bận rộn của Mitzi, Boogie Beebies: Cuộn lên, cuộn lên, Tommy Zoom: Tự tin, Tôi cũng vậy: Nụ cười và cau mày                                      |
| CBeebies: Khám phá + Làm                        | 25 tháng 5, 2009         | Get Squiggling: Bloodhound, Tikkabilla: Dressing up and Houses, Teletubbies: Bubble Pictures, Balamory: Treasure Hunt, Charlie và Lola: Tôi ước gì mình có thể vẽ giống bạn, Boogie Beebies: Building, Tweenies: Growing Bulbs, Big Cook Little Cook: Explorer, Fimbles: Hộp các tông |
| CBeebies: Lượt truy cập tuyệt vời nhất!         | 26 tháng 4, 2010         | Teletubbies: Follow My Leader, Balamory: Disco, Charlie và Lola: I Can Dance Like a Dancer, The Roly Mo Show: Making Music, 3rd and Bird: A Chorus for Us !, LazyTown: Rockin Robbie, Tweenies: Bài hát yêu thích, Harry và Toto: Quiet and Loud, Boogie Beebies: Baby Boogie, Little Robots: The Sound of Music, Fimbly Songtime: Fimble Dance, Tommy Zoom: Boyz Noise, Big Cook Little Cook: Pop Star, The Koala Brothers: Josie's New Tune, Dirtgirlworld : Buổi hòa nhạc Creepy Crawly |

### Album phát hành
5 đĩa CD mang nhãn hiệu CBeebies đã được phát hành: 'CBeebies: The Official Album' vào năm 2002, 'My CBeebies Album' vào năm 2006, 'My CBeebies Album (Phiên bản Giáng sinh )' vào năm 2007, 'CBeebies: Song Time' vào năm 2010, và ' CBeebies: The Album 'vào năm 2012. 

### CBeebies Land
CBeebies Land được khai trương vào tháng 5 năm 2014. Được thiết kế như một phiên bản mô phỏng lại các khu vực Storybook Land và Old McDonald's Farmyard (trước đây là của công viên giải trí Alton Towers Resort), họ đã phát triển CBeebies Land thành một nơi có một loạt các trò chơi, các điểm tham quan và giải trí dựa trên các chương trình CBeebies nổi tiếng khác nhau. Ở đây cung cấp những hoạt động trong nhà và ngoài trời khác nhau nhằm tạo ra một thế giới tương tác cho trẻ em và gia đình.
Trang web này có trụ sở tại Alton Towers Resort ở Staffordshire, bao gồm một số nhân vật nổi tiếng đến từ CBeebies để khách gặp gỡ. Một số nhà phê bình mô tả Cbeebies Land là "Môi trường vui vẻ cho trẻ mẫu giáo vừa chơi vừa học."  Trước đó, CBeebies Land Alton Towers chưa có đủ trò chơi thích hợp cho trẻ nhỏ, nhưng kể từ khi mở cửa CBeebies Land, bây giờ việc tham quan Alton Towers trở nên thú vị đối với trẻ nhỏ.
Vào đầu năm 2015, công viên giải trí đã công bố thông tin về các nhân vật sẽ tham gia vào quá trình phát triển thông qua Facebook và Twitter của họ.
- Vào ngày 4 tháng 1, Mr Tumble là nhân vật đầu tiên được xác nhận - xuất hiện trong Khu vườn Giác quan Điều gì đó Đặc biệt [31] và ngày 5 tháng 1, anh Bloom được xác nhận là sẽ xuất hiện trong sự phát triển dưới dạng Mr Bloom's Allotments . [32]
- Vào ngày 6 tháng 1, công viên đã tiết lộ một In the Night Garden ... thiết kế lại Riverbank Eyespy hiện có của họ. Tại điểm tham quan được tái hiện theo chủ đề, Đi thuyền huyền diệu trong vườn đêm, du khách sẽ được thả mình trong 'thế giới mộng mơ đầy mê hoặc'; một khu vực sẽ sử dụng màu sắc, điểm tham quan và âm thanh để làm cho sách ảnh trở nên sống động. Iggle Piggle, Makka Pakka và Upsy Daisy đều sẽ có mặt trên Đảo Vườn Đêm để giúp trẻ em trân trọng giá trị của sự đa dạng và tận hưởng sự kỳ thú trong thế giới xung quanh.

Stephen Gould, giám đốc thương mại của DHX Media, người cấp phép cho In the Night Garden nói rằng: "Chúng tôi rất vui khi được hợp tác với BBC Worldwide, Merlin Entertainments và Alton Towers Resort trong dự án này. In The Night Garden là thương hiệu vẽ tranh lý tưởng để cung cấp một môi trường vui vẻ, truyền cảm hứng và nhập vai cho CBeebies Land và khách tham quan. " 
Tiết lộ vào thứ Tư, ngày 7 tháng 1 là Nina và các tế bào thần kinh  Dựa trên chương trình nổi tiếng, cho thấy Nina, với sự trợ giúp của các tế bào thần kinh hoạt hình của cô, giải thích cách thức và thế giới xung quanh chúng ta hoạt động như thế nào. Phòng thí nghiệm Khoa học của Nina sẽ tập hợp các Neurons lại với nhau để chỉ ra cách chúng điều khiển các giác quan của bạn. Trong chương trình  khoa học thực hành hấp dẫn, trẻ em sẽ học cách cơ thể chúng hoạt động và những gì chúng làm. 
Sự bổ sung mới nhất cho CBeebies Land cho năm 2019 là hai tháp thả nằm bên cạnh điểm thu hút Mr Bloom's Allotment. Vào ngày 1 tháng 3 năm 2019, đã có xác nhận rằng tháp thả sẽ được đặt tên là "Peter Rabbit Hippity Hop".  Nó là sự chuyển đổi vị trí của tháp thả Hip & Hop tại Sea Life Adventure Park, Oberhausen, Đức.

## Giải thưởng
Kênh CBeebies của Vương quốc Anh và các chương trình phát sóng của kênh đã nhận được một số giải thưởng trong nhiều năm: 
- Năm 2002, Dịch vụ Truyền hình Tương tác CBeebies được đề cử ở hạng mục Dịch vụ Tương tác Tốt nhất và CBeebies Online được đề cử ở hạng mục tương tự vào năm 2005 tại Giải thưởng Trẻ em BAFTA .
- Kênh đã được trao giải Kênh truyền hình thiếu nhi hay nhất và được đánh giá cao tại Giải thưởng Kênh truyền hình kỹ thuật số năm 2006, [37] tuy nhiên chỉ đạt được một đề cử vào năm 2007 [38] và 2008. [39]
- Kênh cũng được gọi là Kênh truyền hình dành cho trẻ em của năm tại giải thưởng BAFTA dành cho Trẻ em năm 2006, [40] 2010, [41] 2011, [42] 2013, 2016, 2018 và 2019. [43]
- Được đề cử cho Giải thưởng Kênh truyền hình của năm vào năm 2008. [44]

Trang web CBeebies Vương quốc Anh đã được đề cử cho hạng mục Trang web tương tác tốt nhất tại giải thưởng BAFTA dành cho trẻ em năm 2007,  và thương hiệu nói chung cũng đã giành được giải thưởng Thiết kế và Sáng tạo Tốt nhất do Hiệp hội Truyền hình Hoàng gia Anh trao tặng. 